# 姚桥乡
姚桥乡是中国河南省郑州市金水区已经撤消的一个乡。

## 历史
姚桥乡成立于1983年，前身为1976年建立的姚桥公社。2005年11月，姚桥乡撤销并设立龙子湖街道。

## 人物
2006年飞机事故中，为避免民众伤亡而放弃跳伞死亡的李剑英出生于姚桥乡。